# Vittorino Chiusano
Vittorino Chiusano (ur. 27 lutego 1925 w Trieście, zm. 17 kwietnia 2018 w Turynie) – włoski polityk, prawnik i menedżer związany z Fiatem, poseł do Parlamentu Europejskiego II kadencji.

## Życiorys
Z wykształcenia prawnik, praktykował jako adwokat. Od 1956 przez ponad 30 lat był pracownikiem wysokiego szczebla w koncernie motoryzacyjnym FIAT, gdzie był m.in. doradcą i asystentem prezesa firmy Gianniemu Agnellemu do spraw stosunków zewnętrznych. Koordynował również promocję podczas Italia '61. W 1966 został sekretarzem generalnym fundacji im. Giovanniego Agnellego (instytutu badawczego powołanego w setną rocznicę jego narodzin); z organizacją tą był związany aż do śmierci. W 1977 został wiceprezesem zarządu Fiata, później obejmował też funkcję dyrektora Fiat France i Fiata Ferroviaria w Savigliano. Zasiadł też w zarządzie spółek Teksid i Editrice La Stampa.
Wstąpił do Chrześcijańskiej Demokracji. W 1984 z jej listy uzyskał mandat posła do Parlamentu Europejskiego. Przystąpił do grupy Europejskiej Partii Ludowej, zasiadł m.in. w Komisji ds. Gospodarczych i Walutowych oraz Polityki Przemysłowej oraz Komisji Budżetowej.